# Renfe Rodalia

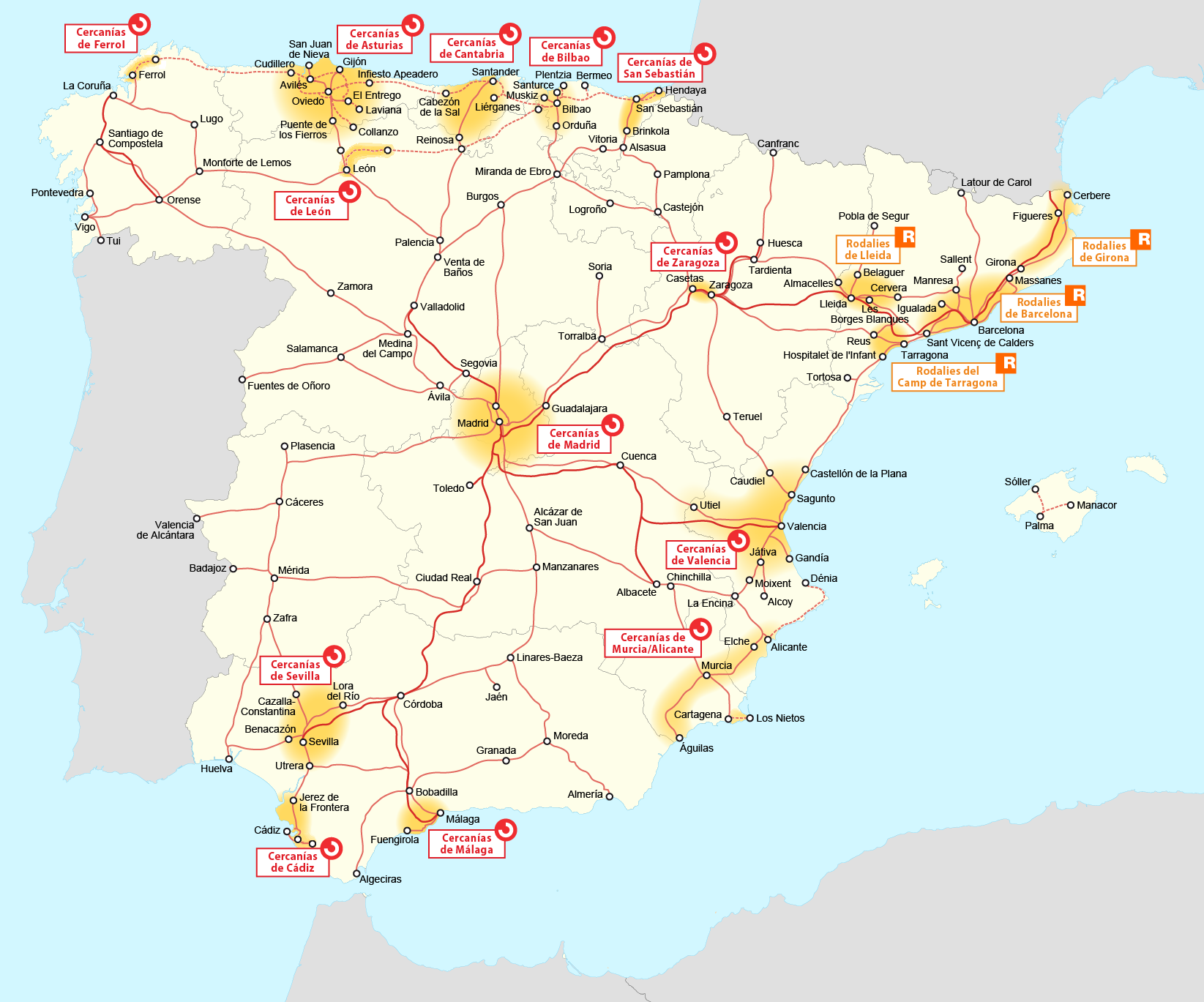
Nuclis de Rodalia de Renfe.

Renfe Rodalia (en castellà Renfe Cercanías, en basc Renfe Aldirikoak i en gallec Proximidades Renfe) és la denominació comercial que rep el servei ferroviari o la divisió de trajectes curts de la companyia Renfe Operadora, empresa pública encarregada de gestionar els serveis ferroviaris d'ample ibèric a Espanya.
Les línies de rodalia operen a la majoria de les grans ciutats d'Espanya en un total de 12 nuclis i són un dels mitjans de transport fonamentals per comunicar el centre i la perifèria de les àrees metropolitanes o amb municipis a no més de 60 km. Normalment el seu àmbit es restringeix a la província, i típicament el trajecte no supera una hora.
Des de l'1 de gener de 2010 la Generalitat de Catalunya gestiona el servei de rodalia de Renfe a Catalunya, sota la denominació de Rodalies de Catalunya.

## Xarxes
En l'actualitat existeixen els següents nuclis de Rodalia:

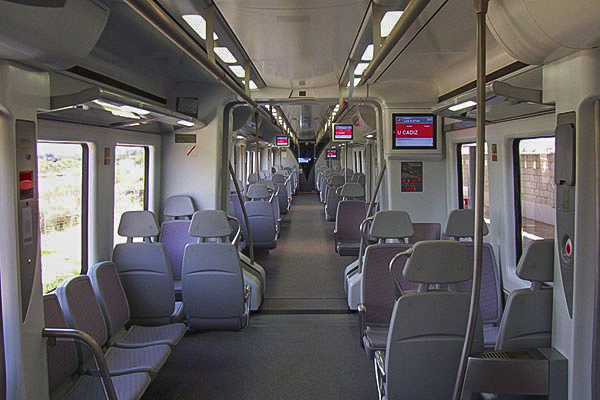
Vista de l'interior dels nous trens Cívia

1. Rodalia d'Astúries
2. Rodalia de Barcelona
3. Rodalia de Bilbao
4. Rodalia de Cadis
5. Rodalia del Camp de Tarragona
6. Rodalia de Girona
7. Rodalia de Lleida
8. Rodalia de Madrid
9. Rodalia de Màlaga
10. Rodalia de Múrcia-Alacant
11. Rodalia de Santander
12. Rodalia de Sant Sebastià
13. Rodalia de Saragossa
14. Rodalia de Sevilla
15. Rodalia de València
16. Rodalies de Ample Mètric

En projecte
1. Valladolid